# فرانسيس أدكوك
فرانسيس أدكوك (بالإنجليزية: Frances Adcock)‏ (9 أغسطس 1984 – ) هي سبّاحة، من أستراليا، مثّلت بلادها في الألعاب الأولمبية الصيفية 2004.

## وصلات خارجية
- فرانسيس أدكوك على موقع الاتحاد الدولي للسباحة (الإنجليزية)
- فرانسيس أدكوك على موقع SwimRankings.net (الإنجليزية)
- فرانسيس أدكوك على موقع اللجنة الأولمبية الدولية (الإنجليزية)
- فرانسيس أدكوك على موقع أوليمبيديا (الإنجليزية)
- فرانسيس أدكوك على موقع اللجنة الأولمبية الأسترالية (الإنجليزية)